# Abdoulie Suku Singhateh
Abdoulie Suku Singhateh (* 10. Februar 1970) ist ein gambischer Politiker.

## Leben
| Parlamentswahl | Stimmen | Stimmanteil     |
| -------------- | ------- | --------------- |
| 1997           | 2.931   | 53,22 %         |
| 2002           | n/a     | ohne Konkurrenz |
| 2007           | 2.697   | 53,35 %         |
| 2012           | 3.612   | 55,85 %         |

Abdoulie Suku Singhateh trat bei der Wahl zum Parlament 1997 als Kandidat der Alliance for Patriotic Reorientation and Construction (APRC) im Wahlkreis Lower Badibu in der Kerewan Administrative Area an. Mit 53,22 % konnte er den Wahlkreis vor Majanko Samusa (UDP) für sich gewinnen. Bei der folgenden Wahl zum Parlament 2002 trat er als Kandidat im selben Wahlkreis an. Da es von der Opposition keinen Gegenkandidaten gab, konnte er den Wahlkreis für sich gewinnen. Im Jahr 2007 trat Singhateh wieder im Wahlkreis zu der Wahl zum Parlament 2007 als Kandidat an. Mit 53,35 % konnte er den Wahlkreis vor Kebba Famara Singhateh (UDP) für sich gewinnen. Bei der Wahl zum Parlament 2012 trat er wieder als Kandidat gegen Kebba Famara Singhateh, für einen Sitz in der Nationalversammlung, an. Mit 55,85 % gewann auch diesmal Abdoulie Suku Singhateh den Wahlkreis. Nachdem Yahya Jammeh die Präsidentschaftswahl Ende 2016 verloren hatte, stürzte die ehemalige Regierungspartei APRC in einer Krise. Im Februar 2017 wurde eine Initiative gebildet um die Partei zu festigen. Im sogenannten Komitee war auch Abdoulie Suku Singhateh neben dem Mehrheitsführer im Parlament Fabakary Tombong Jatta, der Parlamentarier Netty Baldeh und der ehemalige Minister Musa Amul Nyassi. Bei den Wahlen zum Parlament 2017 trat Singhateh nicht erneut an.
Im März 2018 wurde bekannt, dass mit Singhateh 22 ehemalige Abgeordnete der APRC, sich der United Democratic Party (UDP) angeschlossen haben.

## Auszeichnungen und Ehrungen
- 2016 – July 22nd Revolution Award[4]